# Simmerschmelz
Simmerschmelz uitspraakⓘ is een plaats die ligt in de Luxemburgse gemeente Habscht. Het is gelegen op 256 meter boven NG-L (Luxemburgs NAP), aan de CR 104 ten oosten van Septfontaines, ten zuidwesten van Simmerfarm, aan de rechteroever van de Eisch en ten noordoosten van Goeblange

## Geschiedenis
De naam komt van de voormalige ijzergieterij waarvan de oorsprong teruggaat naar 5 oktober 1624. Het ligt in de Vallei van de Eisch, een beekje dat uit Olsmebur stroomt.

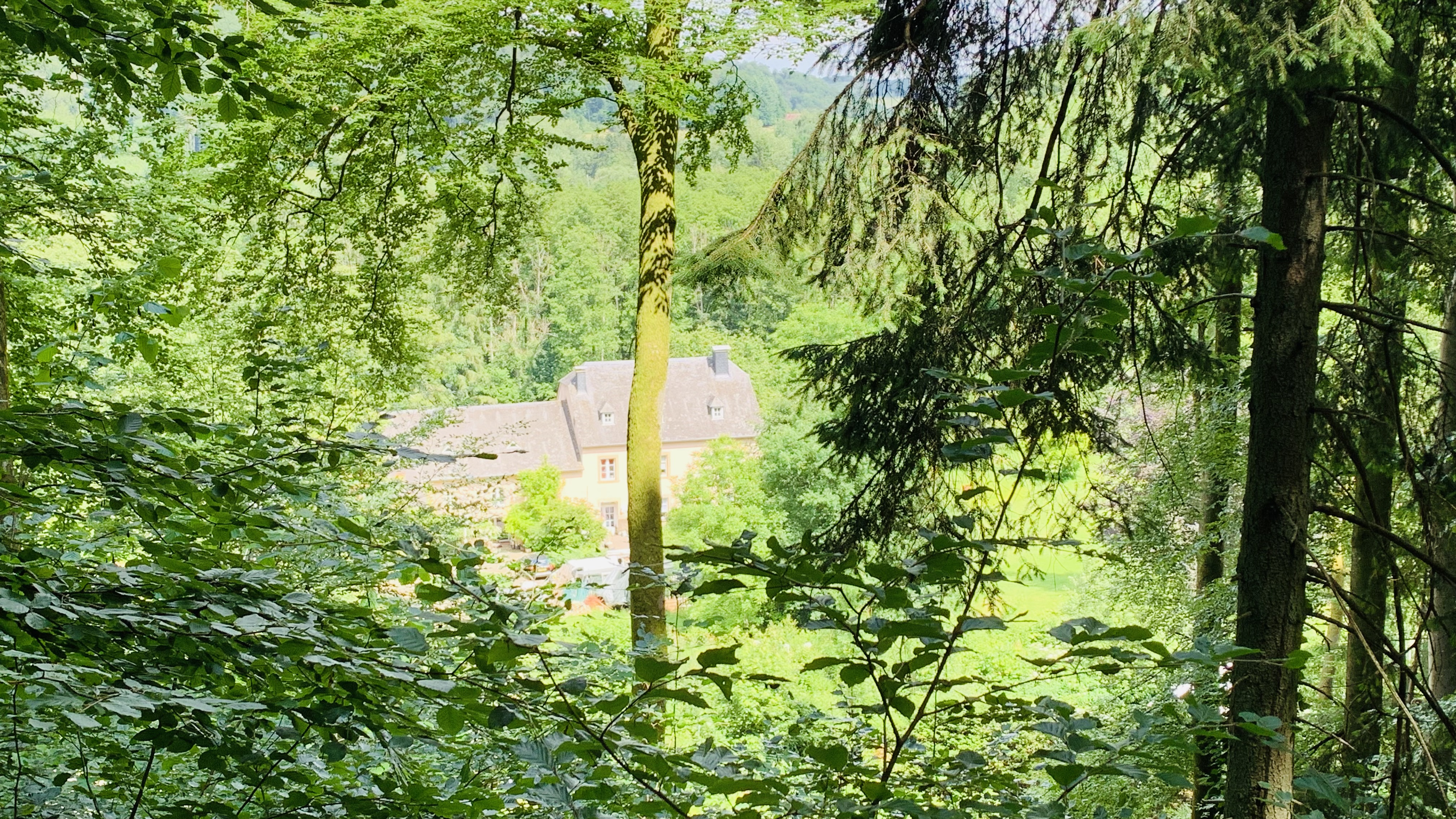
Uitzicht vanuit het bos op het voormalig hotel-restaurant van Simmerschmelz

## Geografie
Sinds de gemeentefusie van 1 januari 2018 tussen Hobscheid en Septfontaines maakt Simmerschmelz deel uit van de gemeente Habscht. Direct naast Simmerschmelz ligt Simmerfarm, een voormalige een kweekplaats voor geneeskrachtige kruiden. Ongeveer 1 kilometer ervandaan ligt Septfontaines.

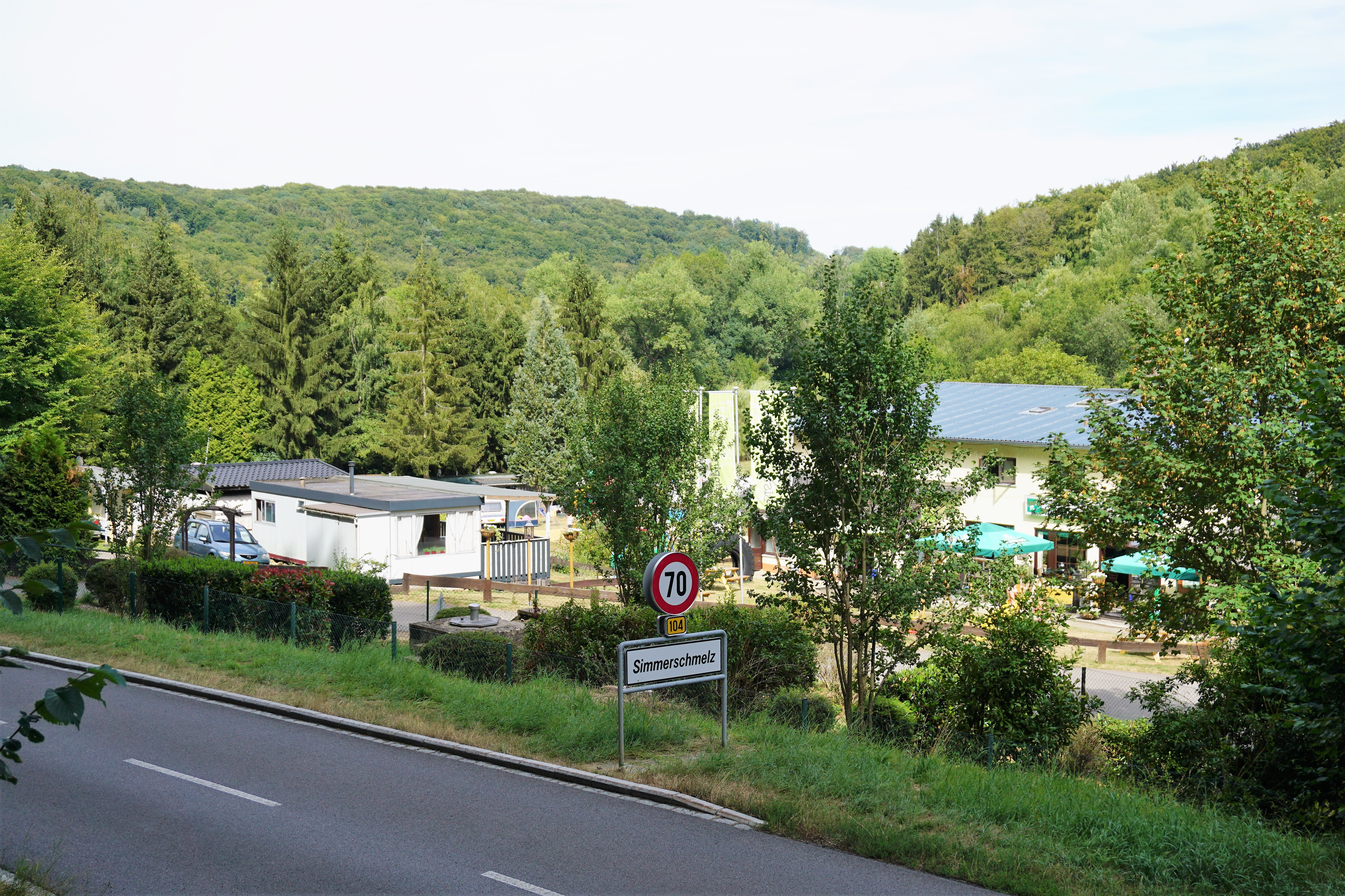
Uitzicht op Camping Simmerschmelz.